# Väinö Koskela
Seppo Väinö Aleksanteri Koskela (ur. 31 marca 1921 w Virolahti, zm. 10 września 2016 tamże) – fiński lekkoatleta długodystansowiec, medalista mistrzostw Europy.
Startował na igrzyskach olimpijskich w 1948 w Londynie, gdzie zajął 7. miejsce w biegu na 5000 metrów. Na mistrzostwach Europy w 1950 w Brukseli zdobył brązowy medal w biegu na 10 000 metrów (wyprzedzili go Emil Zátopek i Alain Mimoun). Na igrzyskach olimpijskich w 1952 w Helsinkach zajął 16. miejsce w biegu na 10 000 metrów, a w biegu na 5000 metrów odpadł w eliminacjach.
Był rekordzistą Finlandii w biegu na 3000 metrów (8:10,4 – 20 lipca 1950 w Turku) i w biegu na 2 mile (9:05,4 – 29 czerwca 1951 w Helsinkach).

## Rekordy życiowe
- bieg na 3000 metrów – 8:10,4 (20.07.1950 Turku)
- bieg na 5000 metrów – 14:13,2 (15.07.1949 Turku)
- bieg na 10 000 metrów – 30:10,0 (24.07.1951 Helsinki)[5]